# Кіалонда Гашпар
Кіалонда Гашпар (порт. Kialonda Gaspar, нар. 27 вересня 1997, Дундо) — ангольський футболіст, захисник італійського клубу «Лечче» та національної збірної Анголи. Виступав також за клуби «Саграда Есперанса» та «Ештрела».

## Клубна кар'єра
Кіалонда Гашпар народився в 1997 році в місті Дундо. У дорослому футболі дебютував 2018 року у складі команди з рідного міста «Саграда Есперанса», в якій грав до 2022 року, провівши 58 матчів чемпіонату. З 2022 року футболіст грав у складі португальського клубу «Ештрела», в якому грав до середини 2024 року. Більшість часу, проведеного у складі «Ештрели», був основним гравцем захисту команди. з липня 2024 року ангольський футболіст грає у складі італійського клубу «Лечче».

## Виступи за збірну
У 2020 році Кіалонда Гашпар дебютував у складі національної збірної Анголи. У складі збірної був учасником Кубка африканських націй 2023 року у Кот-д'Івуарі. Станом на серпень 2024 року зіграв у складі збірної 35 матчів, у яких відзначився 1 забитим м'ячем.